# 小行星22982
小行星22982（22982 Emmacall）是一颗绕太阳运转的小行星，为主小行星带小行星。该小行星于1999年11月发现。

## 轨道参数
小行星22982的轨道半长轴为436 623 936 km（2.9186092 UA），离心率为0.014。